# Knöppelgrynnan
Knöppelgrynnan är en ö i Finland. Den ligger i Norra kvarken och i kommunen Korsnäs i den ekonomiska regionen  Vasa i landskapet Österbotten, i den västra delen av landet. Ön ligger omkring 29 kilometer sydväst om Vasa och omkring 360 kilometer nordväst om Helsingfors. 
Öns area är 0,3 hektar och dess största längd är 110 meter i sydväst-nordöstlig riktning. I omgivningarna runt Knöppelgrynnan växer i huvudsak blandskog. Runt Knöppelgrynnan är det glesbefolkat, med 10 invånare per kvadratkilometer. Närmaste större samhälle är Malax, 16,0 km öster om Knöppelgrynnan.